# Estado Libre de Neiva
El Estado Libre de Neiva fue una entidad administrativa y territorial de las Provincias Unidas de la Nueva Granada. Comprendía el territorio de la provincia neogranadina homónima de 1810.

## Historia
Entre 1807 y 1808 las tropas francesas al mando de Napoléon Bonaparte invadieron a España y este nombró rey a su propio hermano José Bonaparte como regente de dicho reino. Es así como España vivió su propia guerra de independencia contra Francia entre 1808 y 1814, momento que aprovecharon sus colonias para reclamar su derecho a ejercer un autogobierno.
El 8 de febrero de 1814 se proclamó la independencia de la Provincia de Neiva. Los representantes de Neiva, La Plata, Timaná y Purificación se reunieron en convención con el fin de redactar la  Constitución del Estado Libre de Neiva, que fue expedida el 23 de septiembre de 1814 y revisada el 31 de agosto de 1815.
En tanto, el nuevo gobernador y capitán general del Virreinato de Nueva Granada, Francisco Montalvo Ambulodi se posesionó de su cargo el 30 de mayo de 1813, siendo ascendido a virrey el 28 de abril de 1816. El coronel Ruperto Delgado, enviado por Pablo Morillo y quien llegó en 1816 a Neiva y poblados aledaños, fue el encargado de pacificar y reconquistar la región, siendo víctimas de este los hombres y mujeres próceres de la independencia neivana.